# Erastria swinhoei
Erastria swinhoei là một loài bướm đêm trong họ Geometridae.